# Girard, Georgia
Girard är en ort i Burke County i Georgia. Enligt 2020 års folkräkning hade Girard 184 invånare. Girard fick status som kommun 1902.